# ドミンゴ・グスマン
ドミンゴ・グスマン・セラーノ（Domingo Guzmán Serrano、1975年4月5日 - ）は、ドミニカ共和国出身の元プロ野球選手（投手）。右投右打。

## 経歴

### メジャー・台湾時代
1993年にサンディエゴ・パドレスと契約し、1999年にメジャーデビューを果たしたが定着には至らずその後台湾に渡り、和信ホエールズで「多明哥」の登録名でプレーした。

### 横浜時代
2002年に横浜ベイスターズに登録名「グスマン」でテスト入団。同年は中継ぎではなかなか結果を残せなかったが、先発転向後は安定するようになり最終的に19試合で5勝5敗、防御率2.79、完封試合も2度記録するなどとまずまずの成績を挙げた。
2003年は登録名を「ドミンゴ」に変えて1年間先発ローテーションを守り自身初の年間規定投球回数をクリア(球団初の外国人年間規定投球回クリアをクリス・ホルトと共に達成)、チームトップの8勝をあげたが、チームが勝率3割台で最下位に沈んだことや精神面での好不調の波が激しい性格が災いし、リーグ最多失点と自責点を記録し敗戦数もリーグワースト2位の12敗と負け越したことを理由に解雇された。その後中日ドラゴンズが獲得した。

### 中日時代
2004年は自身初の2桁10勝を挙げリーグ優勝に貢献したが、西武ライオンズとの日本シリーズ第3戦に先発するも先制点を与え5回4失点で降板、ただし、チームが一度は逆転したため負けはつかなかった。3勝3敗で迎えた第7戦にも先発し、2回までは無失点だったが3回にホセ・フェルナンデスの適時打の後に井端弘和が送球をフェルナンデスに当ててしまいその間に走者が生還し3点目が入りここで降板した。その後2番手の山井大介が4番アレックス・カブレラに2ラン本塁打を打たれこの回5失点となった。
2005年は肩の故障でほとんど投げられず、3試合の登板で1勝に留まった。
2006年も肩の怪我で4試合で2勝2敗と振るわず5月に2軍落ちし、8月17日に退団が発表された。

### 楽天時代
2007年6月に東北楽天ゴールデンイーグルスが獲得を発表。シーズン開始当初はリハビリに専念していたため何処の球団にも属していなかった。その故障の影響が懸念されたため、2度の投球テストとメディカルチェックを経て6月22日に契約の締結が発表された。登録名は引き続き「ドミンゴ」。背番号は空いていた背番号がなかったことと、「99マイルの速球を投げてほしい」という意味を込め、99が与えられた。7月17日、復帰後初登板で先発し、初勝利を挙げた。外国人投手の3球団での勝利としては西田亨、ジェレミー・パウエル、ケビン・バーンに次ぐ史上4人目。9月1日の西武ライオンズ戦では4度のボークを記録（プロ野球初）。このうち3度は同一イニングでの記録（プロ野球タイ記録）。さらに、降板時に3塁塁審の秋村謙宏に駆け寄り、中指を突き立てるという侮辱行為を働き、退場処分を受けた。最終的に11試合の登板で2勝4敗、防御率5.01と安定感を欠いた。
2008年に背番号を50に変更。福盛和男の移籍や小山伸一郎の出遅れなどから抑えに転向。オープン戦ではまずまずの成績を残すが、3月20日の開幕戦（対福岡ソフトバンクホークス戦）にて、楽天リード (3-1) で迎えた9回裏に、柴原洋にパ・リーグでは14年ぶりとなる開幕戦でのサヨナラ本塁打を打たれる。翌3月22日の第2戦でも、楽天リード (4-3) で迎えた9回2死で登板したが同点打を打たれる。立て続けに救援失敗が続いたことから先発に回り、4月11日の対オリックス戦で好投を見せ（登板後に本人も救援より先発の方がしっくりくると発言している）、4月26日の対日本ハム戦は2安打完封を記録。ところが、先発では抑えても打線の援護がない状態に陥り、僅差での敗戦を繰り返してしまう。オールスター直前には打たれだしたこともあり8月頭には二軍落ち。結局、先発では終始安定した投球を見せて100イニング以上を投げ、最終的に23試合の登板で防御率も3点台にまとめながら2勝7敗に終わった。シーズン終了後、12月1日に同年限りでの退団が発表された。

### 高知ファイティングドッグス時代
2009年4月6日に四国・九州アイランドリーグ所属の高知ファイティングドッグスに入団することが発表され、4月8日よりチームに合流した。
前期は4試合に登板し、1勝1敗の成績であったが、故障のため一時帰国したことが7月10日に明らかにされた。シーズン終了後の11月30日に球団は来シーズンの契約を結ばないことを発表し、退団が決まった。

## 選手としての特徴・人物
抜群の身体能力で、MAX155km/hのストレートと140km/hの優れた高速チェンジアップ・スライダーを持つ。異常な強肩を活かした変則フォーム（上半身だけで投げる、いわゆる手投げ）が特徴だが、負担が大きかったのか、中日時代に右肩と右肘を痛めている。
高い潜在能力を持ちながら2003年シーズン終了後に負け越したこと、防御率が4点台後半だったことなどを理由に横浜を解雇されたが、最下位を独走するチームで8勝（12敗）はチームトップだった。ドミンゴとの契約に際し、その年就任した中日落合博満監督は「何で横浜が彼を出したのか理解できない」とコメント。投手王国だった中日では防御率も1点ほど底上げされ、10勝（5敗）を挙げ優勝に貢献。中日での活躍は実質この1年のみだったが、川上憲伸、山本昌に次ぐ3番手投手として2004年の優勝に貢献した1人となった。
なお、横浜時代に挙げた通算13勝・2003年にマークしたシーズン8勝は、前身の大洋時代も含めチームの歴代外国人投手ではいずれも当時最多。前者はセドリック・バワーズが、後者はギジェルモ・モスコーソが更新した。
野球を始める以前にしていたバスケットボールで鍛えた俊足を生かして、たびたび積極的な走塁やバントヒットを見せた。中日時代のチームメイトの荒木雅博から「間違いなく自分より足が速い」「彼には負けます」と評価されていたほどであり、ドミンゴ自身も「実際走ってみたら多分僕が勝つと思う」と豪語した。
反面、打撃が非常に苦手だったことで知られ、世界記録である18打席連続三振という珍記録を持つ。バントも構えてからすると必ず空振りし、バントもままならないほどだったが、普通のバッティングフォームから投球後ボールにバットを当てに行くようにすることは出来た。そのため、全てのバントが相手から見ると上記の俊足と相まって意表をついたセーフティーバントになった。2004年に記録した8安打のうち7本がバントヒットである。
中日時代には同じく俊足を活かしてサイン無しで盗塁を決行し、何度か成功させた。しかし、森繁和コーチが足からのスライディングを教えようとしたが拒否したため、頭から倒れ込むようなヘッドスライディングしかできず、手に怪我をする危険性が高いこともあり盗塁を禁止された。
風貌が元読売ジャイアンツのバルビーノ・ガルベスに似ていることから、最初に来日した時に「兄弟?」と周りを驚かせた。同じドミニカ出身であり、台湾からのテスト入団という経緯でも共通しているが、本人はガルベスとの関係を否定している。
中日退団後は右肩、右肘のリハビリ以外にはほとんど趣味の釣りをして過ごしており、実戦は友人らに誘われて草野球に1試合登板したのみだったという。
楽天入団後は、15万円のピアスを付けるようになった。
日本食は大好きで、特に刺身や寿司は昔からの好物である。
試合中の投球前に股間などをいじる癖がある。
息子のエミールは幸福の科学学園の野球部に所属している。

## 大衆文化について
2010年代になって、ネットスラングから派生して自虐的な用法として語尾に「ンゴ」をつけるのが若者の間で流行したが、これはもともとは上述の2008年開幕戦のドミンゴのリリーフ失敗を揶揄したところから発祥したものである（「ンゴ」という言葉自体には意味はない）。次の試合でも小倉恒が開幕戦のドミンゴを思い出させる投球内容で降板してネット上で「オグンゴ」と揶揄されたことから、「ンゴ」だけが切り取られて強調されるようになった（ドミンゴはこの直後に小倉を救援したが、小倉が出した走者を返し得点を許している）。

## 詳細情報

### 年度別投手成績
| 年 度     | 球 団     | 登 板 | 先 発 | 完 投 | 完 封 | 無 四 球 | 勝 利 | 敗 戦 | セ 丨 ブ | ホ 丨 ル ド | 勝 率 | 打 者 | 投 球 回 | 被 安 打 | 被 本 塁 打 | 与 四 球 | 敬 遠 | 与 死 球 | 奪 三 振 | 暴 投 | ボ 丨 ク | 失 点 | 自 責 点 | 防 御 率 | W H I P |
| --------- | --------- | ----- | ----- | ----- | ----- | -------- | ----- | ----- | -------- | ----------- | ----- | ----- | -------- | -------- | ----------- | -------- | ----- | -------- | -------- | ----- | -------- | ----- | -------- | -------- | ------- |
| 1999      | SD        | 7     | 0     | 0     | 0     | 0        | 0     | 1     | 0        | 0           | .000  | 33    | 5.0      | 13       | 1           | 3        | 2     | 0        | 4        | 0     | 0        | 12    | 12       | 21.60    | 3.20    |
| 2000      | SD        | 1     | 0     | 0     | 0     | 0        | 0     | 0     | 0        | 0           | ----  | 6     | 1.0      | 1        | 0           | 1        | 0     | 2        | 0        | 0     | 0        | 1     | 1        | 9.00     | 2.00    |
| 2001      | 和信      | 25    | 9     | 1     | 0     | 0        | 5     | 8     | 1        | 0           | .385  | 387   | 93.0     | 87       | 3           | 30       | 2     | 8        | 58       | 6     | 0        | 45    | 35       | 3.39     | 1.26    |
| 2002      | 横浜      | 19    | 13    | 4     | 2     | 1        | 5     | 5     | 0        | --          | .500  | 391   | 96.2     | 85       | 3           | 31       | 1     | 4        | 66       | 1     | 0        | 33    | 30       | 2.79     | 1.20    |
| 2003      | 横浜      | 25    | 25    | 3     | 2     | 0        | 8     | 12    | 0        | --          | .400  | 662   | 153.2    | 171      | 14          | 35       | 0     | 7        | 123      | 7     | 2        | 90    | 80       | 4.69     | 1.34    |
| 2004      | 中日      | 23    | 23    | 0     | 0     | 0        | 10    | 5     | 0        | --          | .667  | 616   | 146.0    | 138      | 19          | 41       | 2     | 9        | 128      | 6     | 4        | 66    | 61       | 3.67     | 1.23    |
| 2005      | 中日      | 3     | 3     | 0     | 0     | 0        | 1     | 2     | 0        | 0           | .333  | 60    | 13.0     | 12       | 2           | 9        | 0     | 1        | 16       | 1     | 1        | 7     | 7        | 4.85     | 1.62    |
| 2006      | 中日      | 4     | 4     | 0     | 0     | 0        | 2     | 2     | 0        | 0           | .500  | 79    | 18.1     | 19       | 1           | 2        | 0     | 1        | 13       | 2     | 1        | 11    | 8        | 3.93     | 1.15    |
| 2007      | 楽天      | 11    | 10    | 0     | 0     | 0        | 2     | 4     | 0        | 0           | .333  | 244   | 55.2     | 56       | 6           | 22       | 0     | 5        | 40       | 7     | 6        | 32    | 31       | 5.01     | 1.40    |
| 2008      | 楽天      | 23    | 16    | 1     | 1     | 0        | 2     | 7     | 0        | 0           | .222  | 441   | 102.1    | 99       | 6           | 34       | 2     | 7        | 65       | 5     | 2        | 47    | 44       | 3.87     | 1.30    |
| MLB：2年  | MLB：2年  | 8     | 0     | 0     | 0     | 0        | 0     | 1     | 0        | 0           | .000  | 39    | 6.0      | 14       | 1           | 4        | 2     | 2        | 4        | 0     | 0        | 13    | 13       | 19.50    | 3.00    |
| CPBL：1年 | CPBL：1年 | 25    | 9     | 1     | 0     | 0        | 5     | 8     | 1        | 0           | .385  | 387   | 93.0     | 87       | 3           | 30       | 2     | 8        | 58       | 6     | 0        | 45    | 35       | 3.39     | 1.26    |
| NPB：7年  | NPB：7年  | 108   | 94    | 8     | 5     | 1        | 30    | 37    | 0        | 0           | .448  | 2493  | 585.2    | 580      | 51          | 174      | 5     | 34       | 451      | 29    | 16       | 286   | 261      | 4.01     | 1.29    |

- 各年度の太字はリーグ最高

### 年度別守備成績
| 年 度 | 球 団 | 投手（P） | 投手（P） | 投手（P） | 投手（P） | 投手（P） | 投手（P） |
| 年 度 | 球 団 | 試 合     | 刺 殺     | 補 殺     | 失 策     | 併 殺     | 守 備 率  |
| ----- | ----- | --------- | --------- | --------- | --------- | --------- | --------- |
| 1999  | SD    | 7         | 1         | 3         | 1         | 0         | .800      |
| 2000  | SD    | 1         | 0         | 0         | 0         | 0         | ----      |
| MLB   | MLB   | 8         | 1         | 3         | 1         | 0         | .800      |

### 記録
NPB投手記録
- 初登板：2002年3月31日、対広島東洋カープ2回戦（広島市民球場）、5回裏2死に4番手で救援登板、1/3回無失点
- 初奪三振：同上、5回裏に新井貴浩から空振り三振
- 初先発：2002年5月1日、対ヤクルトスワローズ5回戦（相模原球場）、4回1/3を3失点で敗戦投手
- 初勝利・初先発勝利：2002年7月25日、対ヤクルトスワローズ15回戦（横浜スタジアム）、6回2失点
- 初完投勝利・初完封勝利：2002年8月13日、対阪神タイガース22回戦（札幌ドーム）

NPB打撃記録
- 初安打：2002年8月7日、対読売ジャイアンツ17回戦（横浜スタジアム）、4回裏に高橋尚成から三塁内野安打
- 初打点：2002年10月1日、対広島東洋カープ24回戦（広島市民球場）、4回表に長谷川昌幸から右中間へ適時二塁打
- 初盗塁：同上、7回表に二盗（投手：長谷川昌幸、捕手：倉義和）

NPBその他記録
- リーグ最多ボークを記録していない投手の通算16ボーク ※歴代最多
- 1試合4ボーク：2007年9月1日、対西武ライオンズ18回戦（フルキャストスタジアム宮城）※史上初
- 1イニング3ボーク：同上、4回表に記録 ※史上2人目（日本タイ記録）

### 独立リーグでの投手成績
| 年 度 | 球 団 | 登 板 | 勝 利 | 敗 北 | 投 球 回 | 奪 三 振 | 四 死 球 | 自 責 点 | 防 御 率 |
| ----- | ----- | ----- | ----- | ----- | -------- | -------- | -------- | -------- | -------- |
| 2009  | 高知  | 4     | 1     | 1     | 19       | 13       | 14       | 5        | 2.37     |

### 背番号
- 15（2001年）
- 42（2002年、2004年 - 2006年）
- 50（2003年、2008年 - 2009年）
- 99（2007年）